# يوهان جاكوب هوبر
يوهان جاكوب هوبر هو عالم فلك سويسري، ولد في 27 أغسطس 1733 في بازل في سويسرا، وتوفي في 21 أغسطس 1798 في غوتا في ألمانيا.